# Агитпароход
Агитпароход (в СССР) — пароход, специально оборудованный и приспособленный для ведения агитационно-пропагандистской и культурно-просветительной работы среди населения и войсковых частей отдаленных районов. Агитпароходы появились во 2-й половине 1918 года и действовали в период Гражданской войны. В условиях слабой связи центра с местами они, наряду с агитпоездами, были эффективной формой руководства и укрепления местных партийных органов, содействовали упрочению советской власти на местах, мобилизации людских и материальных средств в помощь фронту. Идея использования агитпароходов, как и агитпоездов, в организационной, агитационной и информационной работе партии и советской власти принадлежит В. И. Ленину. Агитпароходы структурно включали в себя политотдел, бюро жалоб, информационный отдел, редакцию и типографию (выпускались газеты, листовки, воззвания), киноустановку. Общее руководство агитпароходами осуществлял специальный отдел при Президиуме ВЦИК. В составе руководящих работников агитпароходов находились представители ЦК РКП(б), ВЦИК и СНК, партийные агитаторы и пропагандисты.

## История
Ленин придавал работе агитпоездов и агитпароходов огромное значение. По воспоминаниям Н. К. Крупской, Владимир Ильич также выражал желание принять участие в одном из агитрейсов и советовал пригласить А. М. Горького.
Нередко агитпоезда и агитпароходы посещали иностранные журналисты и делегации зарубежных стран. Сама организация и красочное оформление таких поездов и пароходов производили на них большое впечатление. По свидетельству современников: «делегаты Франции, Италии, Англии приходили в неописуемый восторг».

### Первый агитпароход «Красная звезда»
Видное место в истории советского строительства в самые первые годы после победы Октябрьской революции заняла деятельность агитпарохода «Красная звезда», курсировавшего по Волге и Каме летом 1919 года. Перед коллективом агитпарохода были поставлены задачи: упрочить тыл восточного фронта, восстановить партийные и советские организации, установить и закрепить связь центра с местами для агитации, пропаганды, инструктирования и снабжения литературой. Двигался агитпароход только ночью, дни проводил на стоянках. На пароходе печатались листовки, воззвания, издавалась газета. В каждом городе, селе, деревушке политотдел устраивал совещания с местными работниками, проводил обследования, инструктировал партийные и советские организации. Практиковались специальные встречи с политкомом. В работе агитпарохода принимали участие видные деятели коммунистической партии В. М. Молотов, Н. К. Крупская, В. А. Карпинский.

### Другие агитпароходы
В течение лета 1920 года по Лене курсировал агитпароход, возглавляемый инструктором советского ПОАРМ-5 Семёновым. В сентябре пропаганду против кулацких вылазок вели работники агитпарохода «Спартак». В течение 1919—1920 годов в Сибири действовал один агитпароход Сиббюро. С 20 июня по 6 августа 1921 года, агитпароход «Володарский», двигаясь вниз по Волге, вошёл в пределы Татарской АССР. На агитпароходе за время с 26 июня по 6 августа было выпущено 18 номеров газеты «Красная Кама» тиражом свыше 58 тыс. экз.

## Нормативные документы
Некоторые руководящие документы начала 1920-х годов выдержаны в духе агитационной риторики, нежели строгого официально-делового стиля государственных нормативно-правовых актов. Среди прочих, Центральный государственный архив Октябрьской революции содержит следующий основополагающий документ об организации работы агитпоездов и агитпароходов:
Изрезать всю Россию яркими, художественно расписанными поездами, представляющими собой передвижные летучие библиотеки, книжные склады, кинематографы, передвижные трибуны, инструкторские и осведомительные аппараты — это огромное, почти фантастическое предприятие… а весной, когда вскрываются реки, по водным просторам Республики, по Волге, по её притокам и по Днестру двинут Литературно-инструкторские пароходы.ЦГАОР, фонд 1252

## Руководство
Для руководства деятельностью агитпароходов и агитпоездов в 1919 году при ВЦИК был создан Отдел агитпарпоездов, руководимый Яковом Буровым, который имел право, ввиду важности стоявших перед ним задач, обращаться непосредственно к В. И. Ленину как председателю Совнаркома.

## В юмористических произведениях
Пародия на агитпароходы, их экипаж и их деятельность очень достоверно описана Ильфом и Петровым в романе «Двенадцать стульев». По сюжету произведения, главные герои — Остап Бендер и Киса Воробьянинов с целью заполучить один из стульев, отправляются в агитпоездку на пароходе «Скрябин», зафрахтованном Народным комиссариатом финансов, который должен был совершать рейс от Нижнего Новгорода до Царицына, останавливаясь у каждой пристани и производя тираж выигрышного займа. Для этого из Москвы выехали: тиражная комиссия, канцелярия, духовой оркестр, кинооператор, корреспонденты центральных газет и театр Колумба. В книге даётся следующее описание агитпарохода: «На бортах своих он нёс фанерные щиты с радужными изображениями гигантских облигаций. Пароход заревел, подражая крику мамонта, а может быть и другого животного, заменявшего в доисторические времена пароходную сирену».
Для того чтобы попасть на пароход, Бендер представляется путешествующим художником, который вместе со своим ассистентом берётся за создание агитплаката, на котором по замыслу нужно было изобразить сеятеля, разбрасывающего облигации. Как должен был бы выглядеть плакат, нетрудно представить, зная о «Сеятеле» — знаменитой скульптуре Шадра. А что вышло у Бендера, в романе описано так: «Рисунок, сделанный хвостом непокорного мула, по сравнению с транспарантом Остапа показался бы музейной ценностью. Вместо сеятеля, разбрасывающего облигации, шкодливая рука Остапа изобразила некий обрубок с сахарной головой и тонкими плетьми вместо рук».
Примечательно что сам Илья Ильф определённое время состоял сотрудником организации ЮгРОСТА, ведавшей в том числе агитпоездами и агитпароходами.
Литературовед Юрий Щеглов отмечает в этом особый символизм сюжетов, в которых подобно мифологическим персонажам, Бендер и его компаньоны двигаются по свету на таком транспорте, который отличается малой скоростью и так или иначе открыт в сторону внешнего мира.
В творческой переработке романа — мюзикле «12 стульев», на агитпароходе «Скрябин» появляется пассажир, не предусмотренный сюжетом Ильфа и Петрова: А. М. Горький, что является аллюзией на реальный агитзаплыв писателей по Беломорканалу. Увидев плакат «Сеятель», изготовленный художником Бендером с наглостью отчаяния (в спектакле это «Чёрный квадрат»), Алексей Максимович приходит в большое волнение и благословляет Остапа на дальнейший творческий поиск. Театральный критик Елена Дьякова считает это лучшей находкой авторов спектакля.
На агитпароходе происходит основное действие художественного фильма День выборов, поставленного по одноимённому спектаклю Квартета И и группы «Несчастный случай».